# Parque Nacional das Cavernas de Carlsbad

O Parque Nacional das Cavernas de Carlsbad, localizado no estado do Novo México, nos Estados Unidos, é uma área protegida que abriga aproximadamente 120 cavernas de calcário. As mais conhecidas são as cavernas Carlsbad e Lechuguilla, formadas em rochas do complexo de recifes do período Permiano chamado de Formação de Capitan.

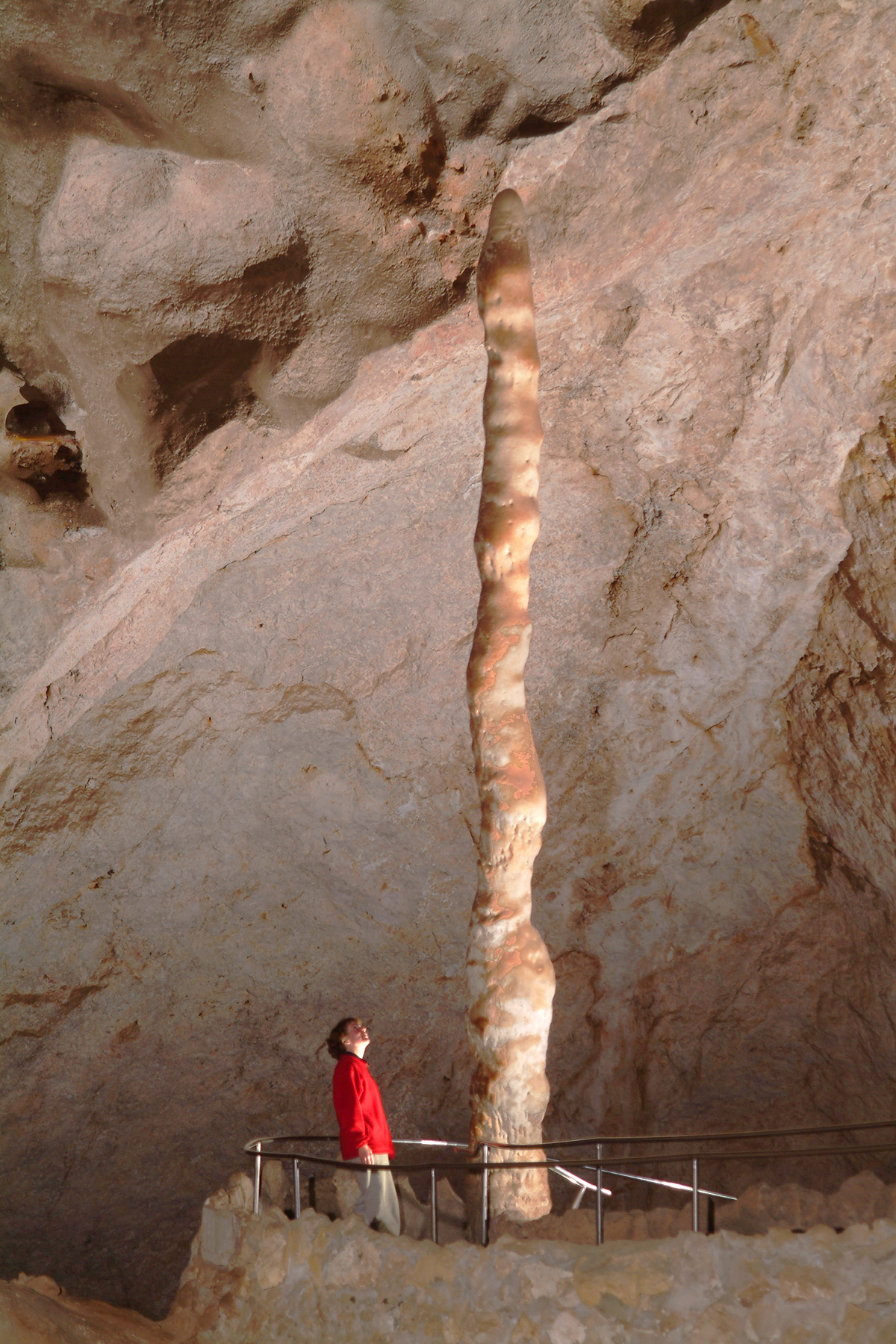
Witch's Finger, uma estalagmite no Parque Nacional das Grutas de Carlsbad

É um dos poucos lugares onde formações de espeleotemas continuam em crescimento ativo, promovendo um ambiente valioso para estudos científicos sobre a evolução contínua de cavernas.